# Liste von Persönlichkeiten aus Lamone
Diese Liste enthält in Lamone geborene Persönlichkeiten und solche, die in Lamone ihren Wirkungskreis hatten, ohne dort geboren zu sein. Die Liste erhebt keinen Anspruch auf Vollständigkeit.

## Persönlichkeiten
(Sortierung nach Geburtsjahr)

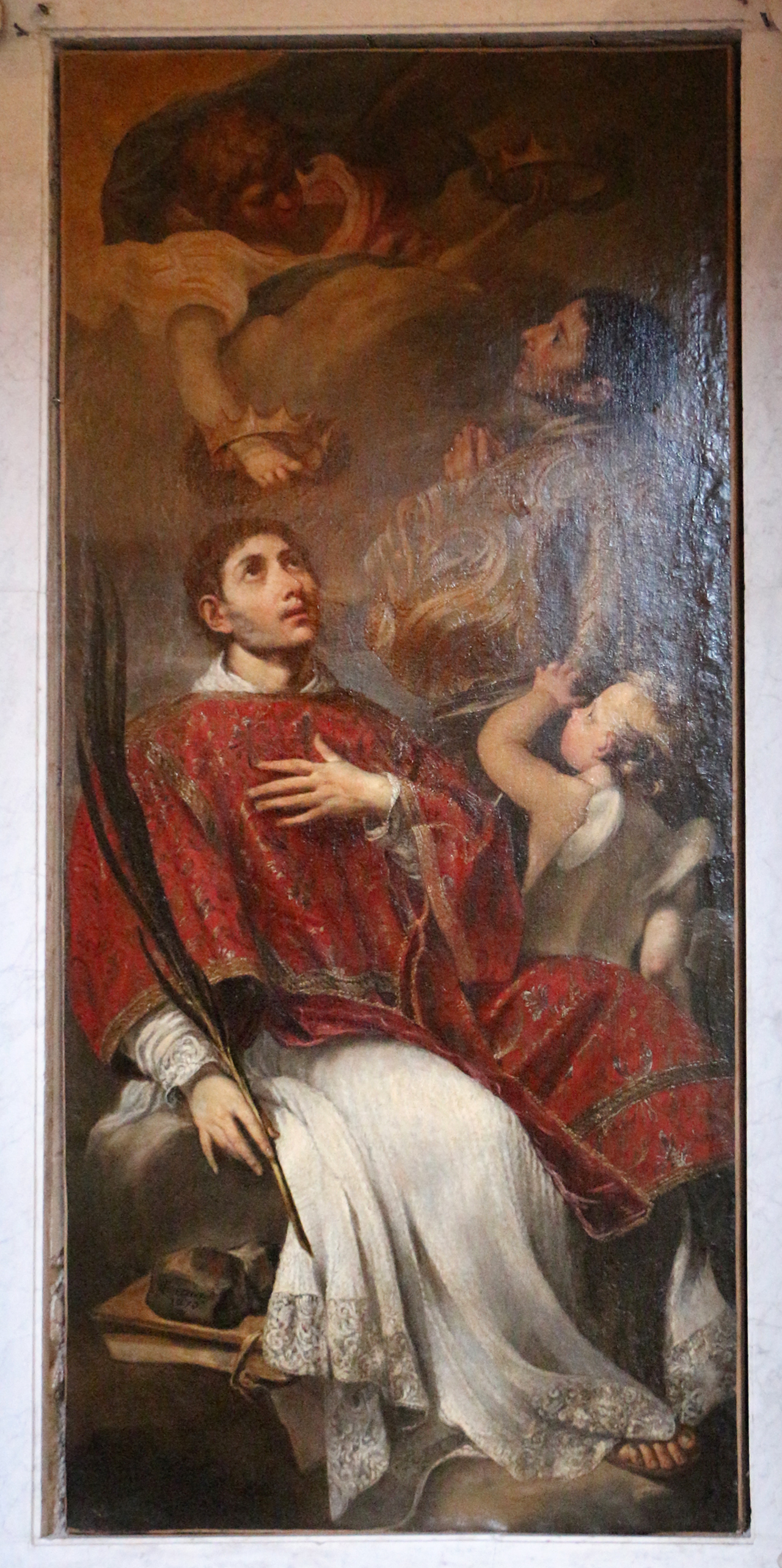
Giuseppe Ghezzi: Heiligen Stefan und Lorenz, Basilika Santa Cecilia, Rom

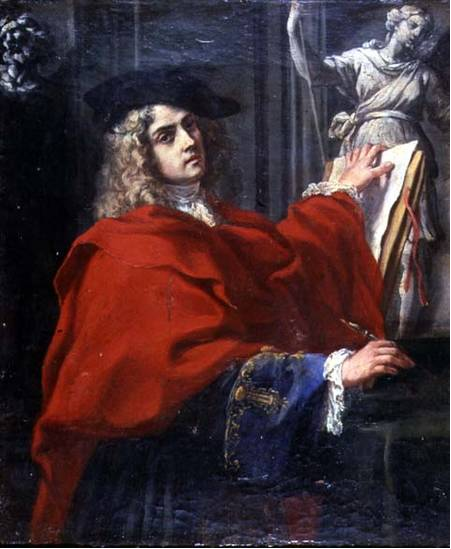
Pier Leone Ghezzi: Selbstbildnis

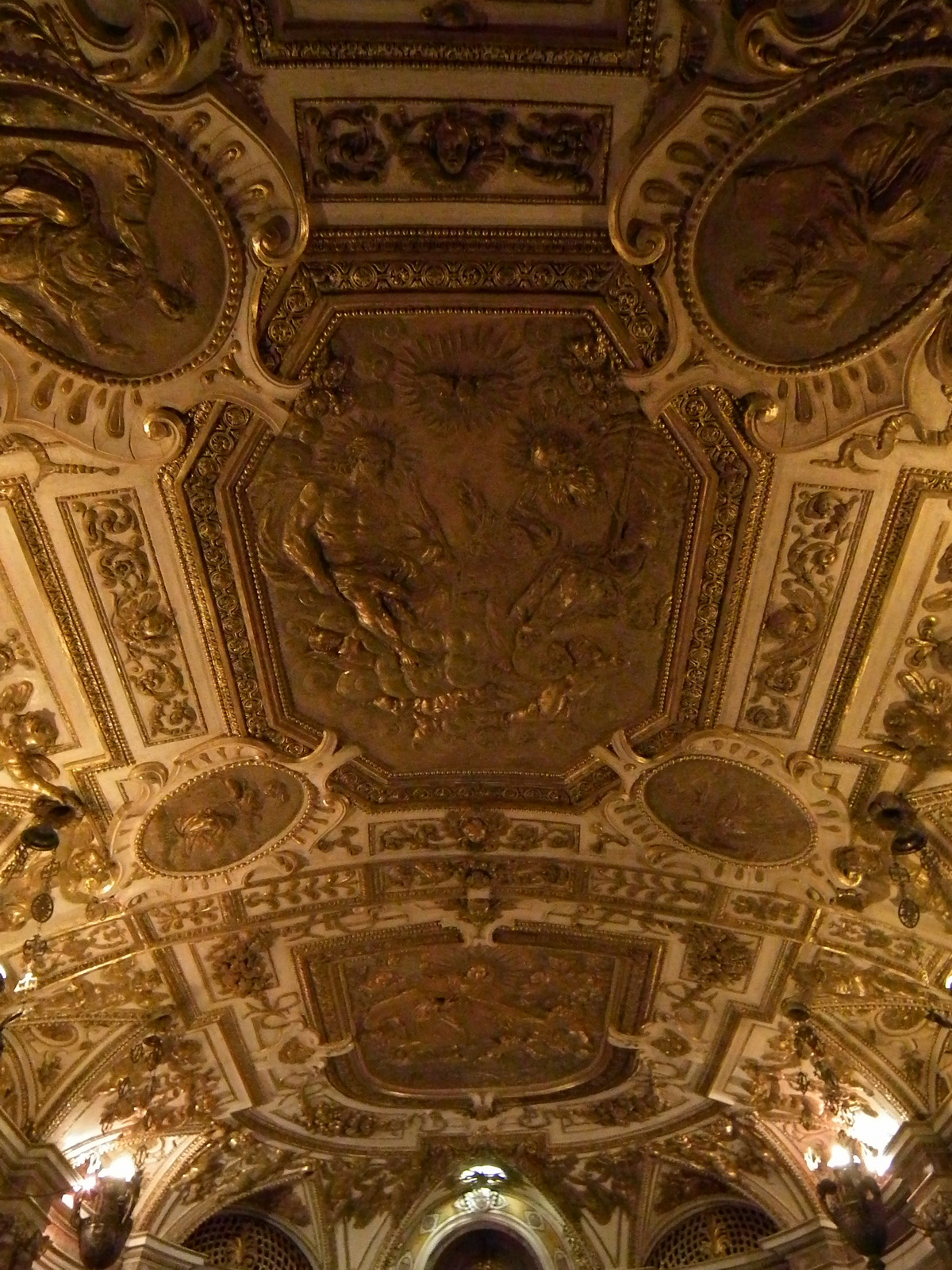
Raffaele Cattori: Stuckarbeiten, Nostra Signora della Misericordia, Savona

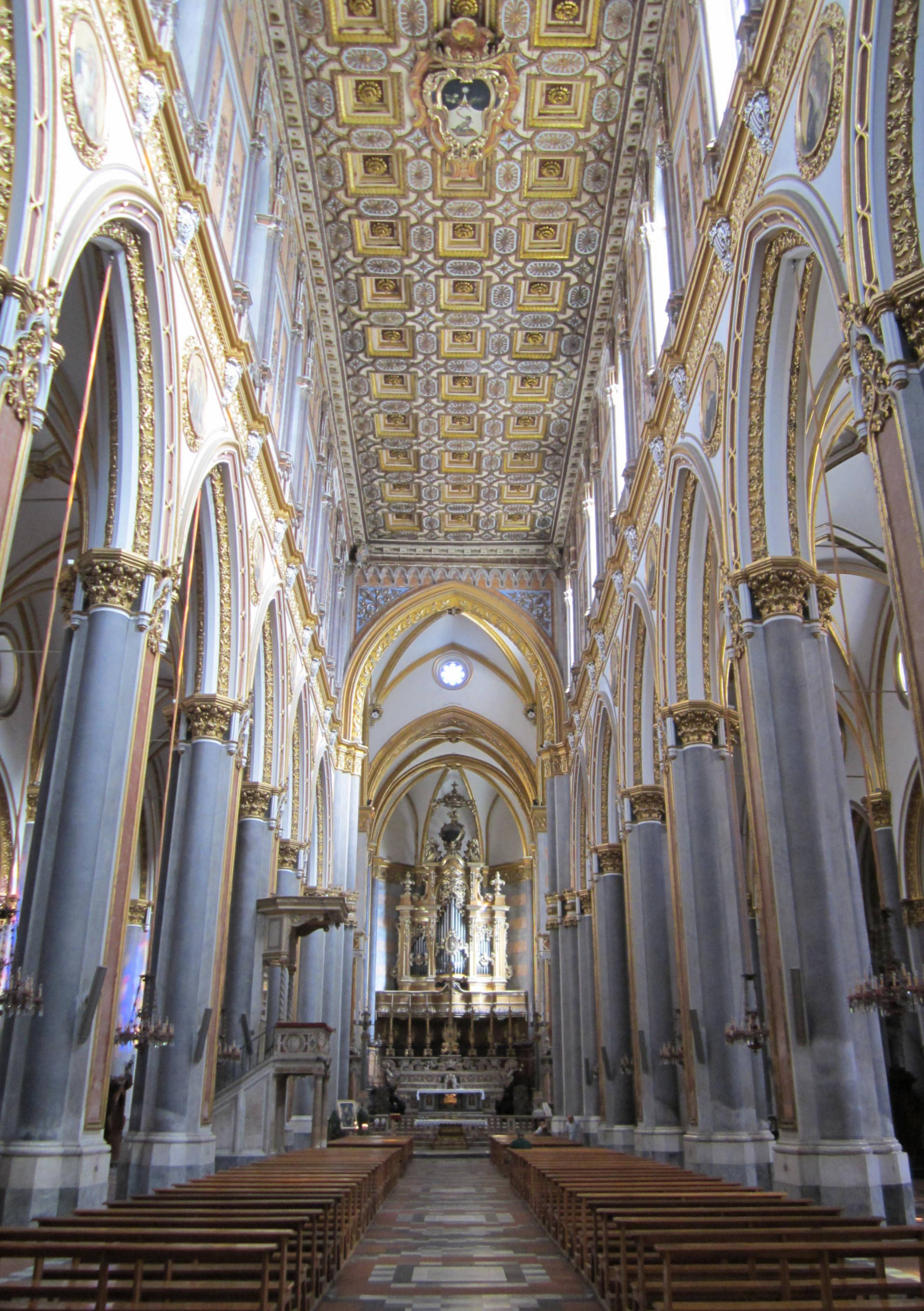
Basilika San Domenico Maggiore

- Künstlerfamilie Ghezzi, Del Ghezzo, Ghezzio. [1][2]
  - Giacomo Ghezzi (* um 1570 in Lamone; † nach 1635 ebenda?), Stuckateur, Vater von Francesco Antonio, Stuckateur, er arbeitete mit dem Architekten Giovanni Battista Trevano aus Lugano in Krakau[3]
  - Francesco Antonio Ghezzi (* um 1600 in Lamone; † nach 1635 ebenda?), Stuckateur, Sohn von Giacomo, er arbeitete mit dem Architekten Giovanni Battista Trevano aus Lugano in Krakau[3]
  - Giuseppe Ghezzi (1634–1721), Maler, Restaurator und Graphiker[4]
  - Giacomo Ghezzi (* um 1640 in Lamone; † 1700 am Gotthardpass (Lawinenunfall)), Bildhauer, Stuckateur in Polen und Österreich[5][2][6]
  - Pier Leone Ghezzi (1674–1755), Maler und Graphiker
  - Francesco Antonio Ghezzi (* um 1675 in Lamone; † 1700 am Gotthardpass (Lavineunfall)), Sohn des Giacomo, Bildhauer, Stuckateur[7][2]
  - Giovanni Ghezzi (1677–1746), Sohn des Giacomo, Architekt in Kassel[8]
  - Giacomo Ghezzi (* um 1730 in Lamone; † in Polen ?), Bildhauer, Stuckateur[9]
  - Giovanni Ghezzi (* um 1745 in Lamone; † 1809 ebenda), Sohn des Giovanni, Stuckateur. Um 1775 tätig bei den Arbeiten am Palazzo Reale in Mailand. Spätere Stuckarbeiten in der Kuppel des Chors der Pfarrkirche San Giorgio di Origlio und im Oratorium San Zeno bei Lamone[10][11]
  - Francesco Ghezzi (* 1815 in Lamone; † 1893 ebenda), Sohn des Carlo, Architekt in Turin und Novara[12]
  - Antonio Ghezzi (* 1824 in Lamone; † 1884 ebenda), Architekt, tätig in Stresa; er machte die Pläne zur Kruzifixkapelle in Minusio (1866) und der Kollegien der Rosminianer in Domodossola und Stresa, arbeitete in Sevilla, Tessiner Grossrats[13]
  - Pasquale Ghezzi (* 1825 in Lamone; † 1890 in Rom), Bildhauer tätig in Rom für die Akademie von Frankreich[14][15]
  - Antonio Ghezzi (* 1825 in Lamone; † 1884 ebenda), Architekt für die Krucifixkapelle in Minusio, tätig in Domodossola, Stresa und Sevilla, Tessiner Grossrat[16][2]
  - Alessandro Ghezzi (* 1861 in Lamone; † 1922 in Tenero), Sohn des Antonio, Architekt tätig in Gordola und an der Madonna del Sasso in Orselina[2]

- Künstlerfamilie de Bernardis. [17]
  - Martino de Bernardis (* um 1620 in Lamone; † nach 1660 ebenda ?), Maler[18]
  - Francesco de Bernardis (* um 1630 in Lamone; † nach 1663 in Siena), Stuckateur, er arbeitete in den Hauptkirchen von Siena[18][17]
  - Andrea de Bernardis (* 1760 in Lamone; † 18. Mai 1837 ebenda), Kupferstecher und Stuckkünstler in Verona, Schüler von Giocondo Albertolli und Giovanni Mercoli, studierte in Mailand. Er arbeitete namentlich in Den Haag 1788–1795 und liess sich dann in Verona nieder. Er stach 20 von den 30 Tafeln des Werkes des Grafen Bartolo Giullari über die Sankt Michaelskapelle der Familie Pellegrini (1816)[18];[19][17][20]
  - Carlo de Bernardis (* um 1770 in Lamone; † 1844 in Lugano), Kanoniker der Stiftskirche San Lorenzo in Lugano, Literaturprofessor in Lugano, Zeremonienpriester des Erzbischofs Giovanni Fraschina. 1809 wurde er von der Tessiner Regierung verhaftet, weil er in ein er Predigt Napoleons Herrschaft verurteilt hatte[17]
  - Bernardo de Bernardis (* 8. September 1807 in Lamone; † 17. März 1868 in Budapest), Maler, Innenarchitekt, Bildhauer. Er arbeitete neben Antonio Canova und Antonio Tantardini in Wien als kaiserlicher Hofarchitekt. Von ihm stammt ein Panorama von Lugano. Sein Hauptwerk ist die Restauration des Palastes des Fürsten von Liechtenstein, dessen Günstlinger war. 1851 wurde er beauftragt, die Dekorationsmalerei für das Kaiserreich Oesterreich an der Londoner Ausstellung zu vertreten[17]
  - Felice de Bernardis (* 1856 in Lamone; † 1907 ebenda), Ingenieur, er studierte in Stuttgart, arbeitete zuerst an der Wasserleitung von Neapel, dann am Eisenbahnbau in Venetien. 1885 leitete er als Direktor und Oberingenieur die Trockenlegung (Canale Burana) der Ebenen von Burana und von Ferrara bis Valpagliaro. Er kehrte 1900 in Lamone zurück und befasste sich mit der Kanalisation des Vedeggio[17]

- Künstlerfamilie Cattori. [21]
  - Gabriele Cattori (* um 1570 in Lamone; † nach 1632 ebenda), Bildhauer und Stuckateur, um 1600 arbeitet er am Dom von Pisa, dann 1632 an der Pfarrkirche von Lamone[21][22][23]
  - Carlo Cattori (* 3. September 1720 in Lamone; † nach 1826 in Mailand ?), Stuckateur in Bellagio[21]
  - Giuseppe Cattori (* um 1740 in Lamone; † nach 1765 ebenda), Stuckateur an der Kirche San Zeno über Lamone[23]
  - Carlo Andrea Cattori (* 25. Dezember 1765 in Lamone; † 1826 in Mailand ?), Stuckateur in Mailand, Genua, Como, Gorgonzola[23]
  - Raffaele Cattori (* 19. September 1807 in Lamone; † 19. August 1853 in Neapel), Stuckateur in Mailand, an der Kirche San Francesco di Paola (Neapel), an dem Santuario Nostra Signora della Misericordia (Savona) in Savona, an der Basilika San Domenico Maggiore in Neapel[21][23]
  - Gabriele Cattori (* 14. Dezember 1810 in Lamone; † nach 1853 ebenda), Stuckateur an der Wallfahrtskirche Madonna della Misericordia in Savona, an der Kirche San Francesco di Paola und am Arco della Pace in Mailand[21][23]
  - Emilio Cattori (* 1889 in Lamone; † 1968 in Lugano), Priester, Pfarrer der Kirche Santa Maria degli Angioli in Lugano, und der Basilika del Sacro Cuore in Molino Nuovo, General Provikar des Diozese Luganos[23]

- Felice Ferri (* 15. Mai 1807 in Lamone; † 27. März 1883 in Lugano), Zeichner und Kupferstecher[24][25][26]
- Emilio Censi (1837–1910), Jurist, Tessiner Grossrat, Nationalrat, Publizist
- Rudolf Fastenrath (* 12. März 1856 in Kreuzweg bei Halver; † 4. Dezember 1925 in Lamone), Tourismusförderer[27]
- Carlo Censi (* 22. Oktober 1872 in Breganzona; † 27. Oktober 1958 in Lugano), Anwalt, Politiker[28]
- Enea Tallone (* 7. Februar 1876 in Mailand; † 3. Mai 1937 in Lamone), italienischer Architekt baute in Lugano und Bellinzona. Er ist im Friedhof von Lamone begraben[29]
- Karl Ballmer (1891–1958), Kunstmaler und Schriftsteller; 1938 kehrte in die Schweiz zurück, ab 1941 lebte er in Lamone
- Renato Grisoni (* 29. Juni 1922 in Preglia (Gemeinde Crevoladossola); † 31. Mai 2012 in Lamone), Organist, Komponist und Dozent der Musik am Lehrerseminar von Locarno[30][31]
- Ivan Bernasconi (1943–2022), Politiker, Gemeindepräsident von Lamone, Militär, Major, Vizekommandant der Polizei des Kanton Tessins tätig im Penitenziario Alla Stampa (Lugano) und ehemaliger Direktor der Polizeischule in Giubiasco